# 哈拉玉宫镇
哈拉玉宫镇，是中华人民共和国新疆维吾尔自治区巴音郭楞蒙古自治州库尔勒市下辖的一个乡镇级行政单位。原为哈拉玉宫乡，2023年撤乡设镇。行政区划代码改为652801103。 

## 行政区划
哈拉玉宫镇下辖以下地区：
哈拉玉宫村、阿拉多尕村、巴格吉格代村、下多尕村、铁斯坎村和阿克吐尔村。